# 奇異性塞栓症
奇異性塞栓症（きいせいそくせんしょう、英:paradoxical embolism）とは右-左短絡が存在する心奇形を有する動物において、静脈に出現した塞栓が開存孔を介して左心に移行し、動脈末梢において塞栓症を引き起こすもの。獣医学領域では犬糸状虫による奇異性塞栓症が有名。

ヒトでは、卵円孔開存やファロー四徴症により、小児や若年者でも脳梗塞を引き起こすことがある。（心房細動による脳塞栓症は、動脈系で形成された血栓であり、静脈ではない）